# Kousuke Akiyoshi
Kousuke Akiyoshi 秋吉耕佑 (Kurume, 12 de janeiro de 1975) é um motociclista japonês que atualmente disputa o mundial de MotoGP pela equipe Rizla Suzuki MotoGP.